# Scopula moorei
Scopula moorei is een vlinder uit de familie van de spanners (Geometridae). De wetenschappelijke naam van de soort is voor het eerst geldig gepubliceerd in 1888 door Cotes & Swinhoe.